# Stenjevec
Stenjevec – dzielnica Zagrzebia, stolicy Chorwacji. Zlokalizowana jest w zachodniej części miasta, na północ od rzeki Sawy i na południe od linii kolejowej Zagrzeb – Lublana. Ma 41 257 mieszkańców (rok 2001).
Stenjevec graniczy z następującymi dzielnicami: od północy – Podsused – Vrapče i Črnomerec, od wschodu – Trešnjevka – sjever, od południowego wschodu – Trešnjevka – jug, od południa – Novi Zagreb – zapad.